# Jeney Mihály Lajos
Jeney Mihály Lajos vagy franciául Louis Michel de Jeney (Erdély, 1723 vagy 1724 – Pécs, 1797) vezérőrnagy (osztrák: Generalmajor), 1787, térképész, „A portyázó, avagy a kisháború sikerrel való megvívásának mestersége korunk géniusza szerint.” c. taktikai mű szerzője.

## Emlékezete
- de Jeney: A portyázó, avagy a kisháború sikerrel való megvívásának mestersége korunk géniusza szerint. Hága, 1759 (Zachar József). Budapest, Magvető Könyvkiadó, 1986.
- de Jeney, L. M. [Louis Michel]: Le Partisan ou l'art de faire la petite-guerre avec succès selon le génie de nos jours. Détaillé Sur des Plans propres à faciliter l'intelligence des Dispositions & de tous les Mouvemens nécessaires aux Troupes Legères, pour réussir dans leurs Marches, leurs Embuscades, leurs Attaques & leurs Rétraites. Avec une Méthode aisée pour Guérir promptement les facheux accidens qui surviennent ordinairement aux Hommes & aux Chevaux durant la Campagne, Par Mr. de Jeney, Capitaine, ci-devant Ingenieur-Géographe dans l'Etat-major de l'Armée Françoise sur le Bas-Rhin. Constapel, La Haye, 1757.
- de Jeney, L. M. [Lewis Michael]: The Partisan, or the Art of Making War in Detachment…"translated from the French of Mr. de Jeney, by an Officer of the Army" [Thomas Ellis]. London: 1760.
- de Jeney: Partyzant, czyli sztuka prowadzenia pomyślnie woyny podjazdowey, według zwyczaju wieku teraźnieyszego… (Lengyel) X.X. Bazylianie, Supraśl, 1770.
- Paldus, Jozef: Die militärischen Aufnahmen im Bereiche der Habsburgischen Länder aus der Zeit Kaiser Joseph II. Wien: Alfred Hölder, 1918.
- Zachar, József: Ein ungarischer Klassiker über den Kleinkrieg: Das Werk «Le partisan» von L.M. v. Jeney, erschienen 1759 im Haag, Acta de la Commission internationale d’histoire militaire, n° 13. Helsinki: 1991.
- Jankó, Annamária: An outstanding person of the 1st military survey: Mihály Lajos Jeney. Budapest: War History Institute and Museum.